# Window Peak
Window Peak – góra o wysokości 3203 m n.p.m. na terenie hrabstwa Teton w Wyoming.

## Położenie i okolica
Góra znajduje się na terenie pasma Teton Range w Górach Skalistych. Położona jest pomiędzy trzema szczytami – Green Lakes Mountain, Clever Peak oraz Raynolds Peak  U podnóża góry z obu stron znajduje się kanion Moran Canyon, przez którego płynie Moran Creek. Cały obszar góry znajduje się w Parku Narodowym Grand Teton.